# Pieter van Avont
Pieter van Avont est un peintre, dessinateur, graveur et marchand d'art flamand né en 1600 à Malines et mort en 1652 à Deurne. Il est connu pour ses scènes religieuses et ses peintures de cabinet comprenant souvent des enfants nus et des putti. Van Avont a souvent collaboré avec de nombreux peintres de premier plan à Anvers.

## Biographie
Pieter van Avont est baptisé le 14 janvier 1600 à Malines. Ses parents sont le sculpteur Hans van Avont et Anna le Febure.

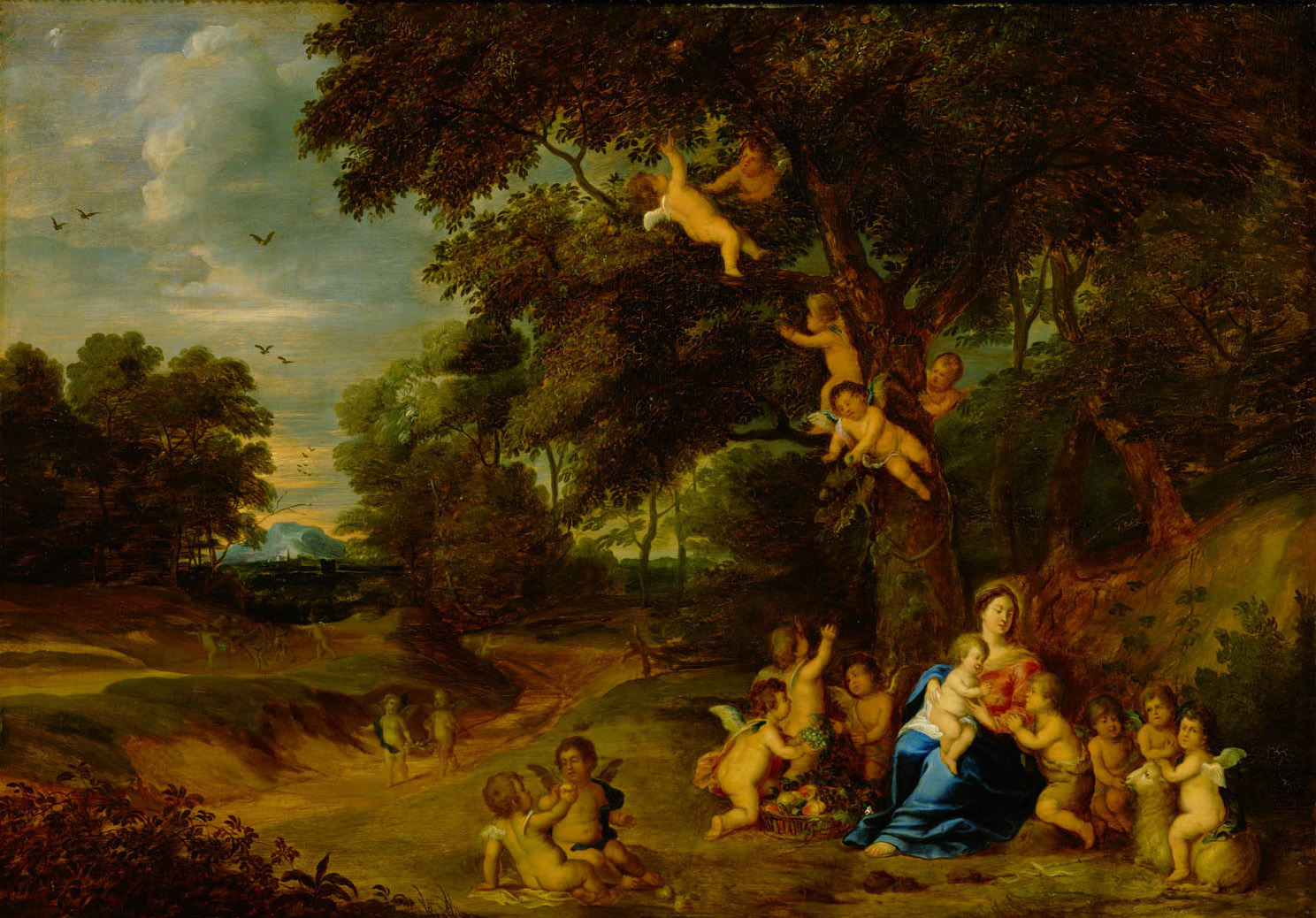
Paysage avec la Vierge et l'Enfant avec des anges.

Il reçoit probablement sa première formation de son père. En 1620, Pieter van Avont est maître de la corporation des peintres de Malines et en 1622 de celle d'Anvers, ville  dont il devient citoyen en 1631. Il a notamment pour élève Frans Wouters. Le 2 août 1622, il épouse Catherine van Hertsen dans la cathédrale d'Anvers.
Pieter van Avont reçoit probablement des commandes de l'archiduc Léopold-Guillaume, gouverneur général des Pays-Bas espagnols, car l'archiduc est connu pour avoir possédé un Paysage avec la Vierge et l'Enfant avec des anges peint par van Avont. Malgré cela, Pieter van Avont ne peut pas vivre de son art et exploite une activité secondaire en tant que marchand de peintures et de gravures. Il est nommé capitaine de la schutterij (milice civile) locale en 1633, mais il démissionne de ce poste en 1639 en invoquant la nécessité de peindre pour subvenir aux besoins de sa famille. Sa première femme meurt le 3 septembre 1643. Le 7 février 1644, van Avont se marie une seconde fois. Sa deuxième femme s'appelle Catharina 't Kint et ils ont cinq enfants.

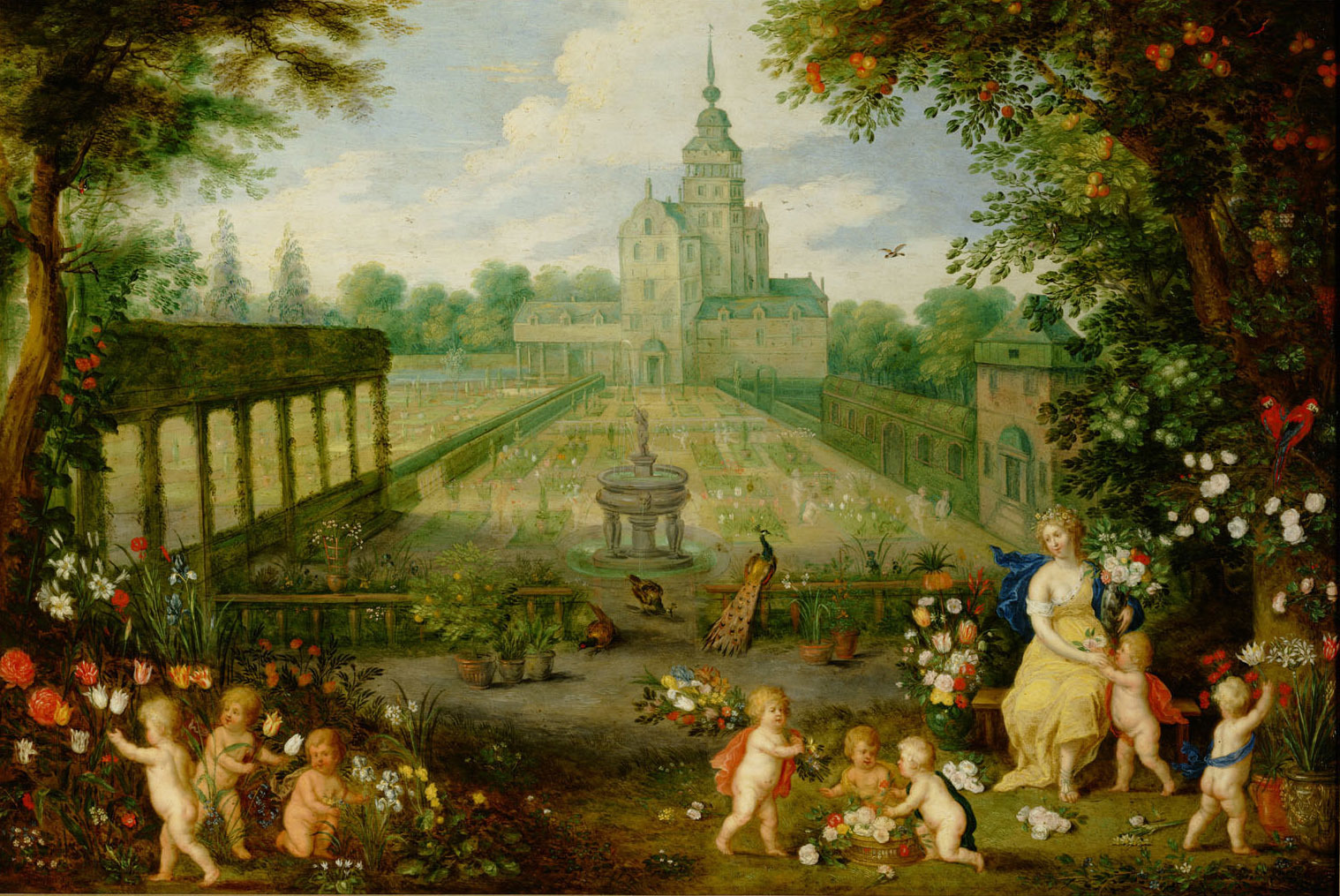
Flore dans le jardin.

À partir des baptêmes de ses enfants et des enfants de ses amis, il est possible de se faire une idée du cercle des amis artistes de van Avont. Parmi les parrains et marraines de ses enfants figurent les peintres Melchior Teniers et Frans Wouters. Catharina 't Kint est la marraine de Marie-Anne Hollar, la fille du graveur Wenceslas Hollar et de Margaretha Straci. Wenceslas Hollar a fait un portrait de son ami van Avont.
Sa situation financière se détériore après son second mariage et il doit vendre les sept maisons qu'il possède et hypothéquer sa résidence. Ses enfants sont malades et sept d'entre eux meurent avant l'artiste. Il dépense beaucoup d'argent en frais médicaux. Il s'installe dans la campagne de Deurne, près d'Anvers, afin d'offrir un environnement plus sain à ses enfants.
Il meurt en 1652 peu après y avoir installé sa famille et est enterré le 1er novembre 1652. Il était à ce point endetté que ses enfants renoncèrent à sa succession.
Peeter van den Cruys est l'élève de van Avont en 1625-'26. Frans Wouters est l'apprenti de Pieter van Avont en 1629 mais Wouters rompt son contrat pour s'installer dans l'atelier de Rubens en 1634. Le frère de Frans Wouters, Pieter, est l'élève de van Avont en 1631-32.

## Œuvre

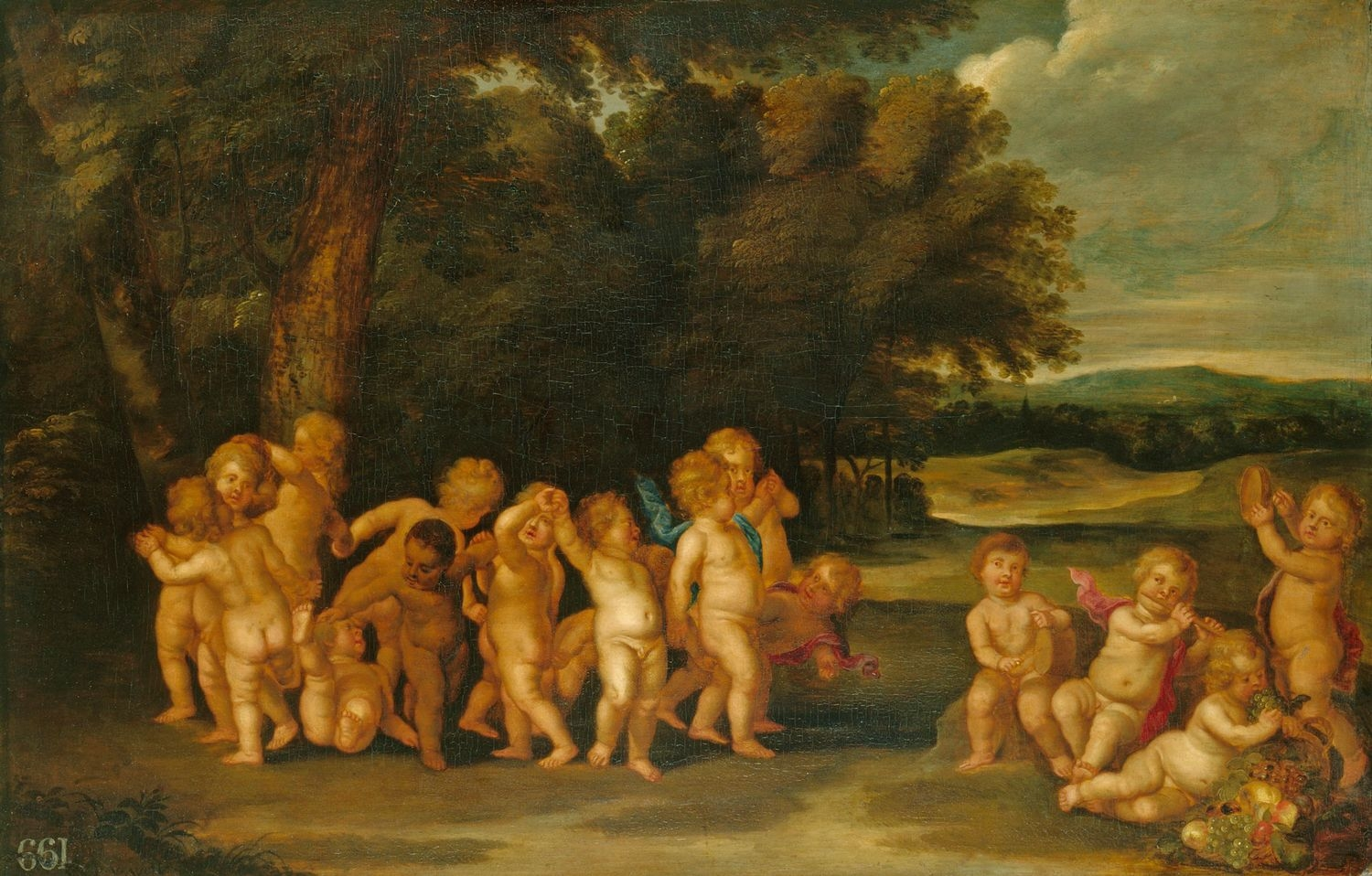
Putti dansant dans un paysage.

Pieter van Avont est surtout connu pour ses scènes religieuses et mythologiques et ses peintures de cabinet. Un motif apparaissant dans de nombreuses œuvres de van Avont est un groupe d'enfants nus et de putti.  Dans ses nombreuses représentations de la Sainte Famille, ils apparaissent dans des rôles variés tels que l'Enfant Jésus, Jean-Baptiste et les anges. La disposition des personnages dans le groupe est identique dans plusieurs de ses tableaux. Des figures d'enfants nus apparaissent également dans ses bacchanales et dans des scènes allégoriques telles que les Quatre éléments et Guerre et paix. Son style dans ces œuvres se caractérise par un modelage doux des figures en utilisant sfumato et des couleurs chaudes. Ses scènes avec enfants sont souvent situées dans un paysage. Bien que van Avont ait signé plusieurs de ces compositions, il n'a pas toujours peint les paysages lui-même.
Comme c'était courant dans la pratique artistique anversoise au XVIIe siècle, van Avont a collaboré avec de nombreux peintres flamands de premier plan, dont Jan Brueghel l'Ancien, Jan Brueghel le Jeune, Lucas van Uden, Jan Wildens, Frans Wouters, David Vinckboons, Jacques d'Arthois, Lucas Achtschellinck, Lodewijk de Vadder et Izaak van Oosten,.
Il était également graveur et a gravé sur plusieurs plaques des scènes d'anges et de putti.